# Les Châtiments d'Hermès
Le Châtiment d'Hermès est la douzième histoire de la série Les Centaures de Pierre Seron. Elle est publiée pour la première fois du no 2493 au no 2494 du journal Spirou.

## Univers

### Synopsis
Hermès, jaloux de la renommée des exploits d'Ulysse et Aurore auprès des dieux de l'Olympe, soumet Ulysse à une série d'épreuves.

### Personnages
- Aurore et Ulysse, deux centaures cherchant à rejoindre l'Olympe.
- Hermès, le messager des dieux.
- Hector et Achille, prêt à en découdre devant les murailles de Troie
- Athéna, la déesse de la guerre et de la sagesse.

## Historique
La réalisation des planches s'est étendue de 1983 à 1985 d'après la signature de Seron figurant au bas de celle-ci.

## Publication

### Revues
L'histoire a été publiée du no  2493 du 21 janvier 1986 au no  2494 du 28 janvier 1986 du journal de Spirou sous le titre Les Centaures.

### Album
L'histoire est publiée dans l'album éponyme (MC Productions en 1988, réédité chez Jourdan en 1991) qui comprend également Le Visiteur, La Dent couronnée et Les Hommes des bois. L'album porte le numéro 1 mais il s'agit en réalité du 5e album de la série publiée si l'on tient compte des différents éditeurs.